# 六四內部日記
《六四內部日記》是前《人民日報》副總編輯陸超祺在六四天安门事件前后的日记整理稿，講述當時人民日報社自1989年4月15日前中共中央總書記胡耀邦病逝開始，至1989年6月19日人民日報社領導班子被撤換為止的所見所聞。於1999年六四10周年時完書，拟延至2007年六四17週年出版，但已于2006年初经香港卓越文化出版社出版，约二十万字。由於當時人民日報社有多名記者留守北京，陸超祺在特殊岗位上也掌握着来自方方面面的信息、尤其是高层领导的指示，故书中載有多項未有發表的第一手新聞資料。陸超祺發表文章時仍居於北京。

## 簡介
陸超祺（1925年─2024年3月19日）生於廣西宾阳县，北京大學歷史系畢業，1949年開始在中共中央機關報《人民日報》工作，1986年升任副總編輯。六四事件時，《人民日報》總編輯及執行副總編輯同時請病假，陸超祺實質執行總編輯的工作。此後他成為清查對象，翌年離開工作了41年的《人民日報》。
這份回憶錄指，1989年中共中央出現兩種不同聲音，有人利用群眾運動作為權力鬥爭的籌碼以後，他們還沒有把政敵打倒之前，根本就不想讓矛盾緩和下來。1989年4月26日《人民日報》發表的四二六社論，是出自前中华人民共和国国务院总理李鵬安排，按照鄧小平的談話，交由國務院發言人袁木等人撰寫，下令《人民日報》發表。
文章又指，當時的全國人大常委會委員胡績偉曾提議召開緊急常委會，要求罷免李鵬等；57名常委表態支持，當中包括霍英東、馬萬祺，及與首任香港特首同名的董建華（上海中醫，曾任全國人大常委）。
較鮮為人知是，1989年北京政府亦曾安排遊行，《人民日報》特派記者在北京市通縣發現：參加「官辦」遊行的農民有專車接送，工人、幹部也可獲發人民幣5至30元不等；若有人未經批准而拒絕遊行的，則要扣發當月獎金。
在6月3日晚上10時起，不斷有記者、市民打電話致電《人民日報》，指解放軍在復興門木樨地向平民開槍。2小時後，一名住在有「部長樓」的退休幹部透過家人通知人民日報社，解放軍從街上開槍，打死他們在廚房的家人；報社大震。6月4日凌晨，戒嚴部隊進迫天安門廣場，劉曉波等人和部隊代表談判後，示威學生陸續撤出天安門廣場；當時攝影記者拍得照片顯示，在六部口西長安街上，坦克衝出人群，倒在血泊中的人大多為學生。
在六四後，袁木等人於6月6日召開國務院記者會，指解放軍清場時沒有打死一個學生。袁木一再要求記者，不准錄音，也不准寫稿，一律都要用新華社的通稿。而新華社後來說，辦公室不安全，隨時會被開槍射擊，於是決定當晚不發稿。